# Carlos Rivera (Sänger)

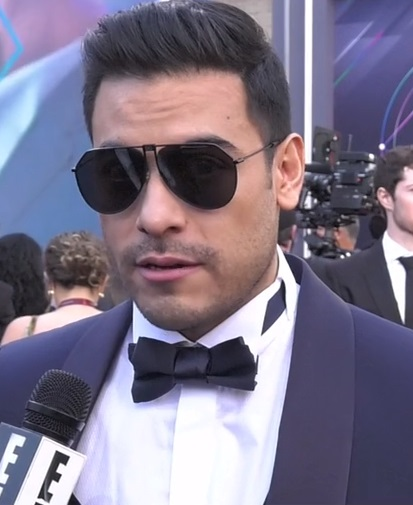
Carlos Rivera, 2021

Carlos Rivera (vollständiger Name Carlos Augusto Rivera Guerra; * 15. März 1986 in Huamantla) ist ein mexikanischer Sänger, Songwriter und Schauspieler. Er begann seine künstlerische Laufbahn, nachdem er 2004 die Castingshow La Academia beim Fernsehsender TV Azteca gewonnen hatte.

## Leben
Carlos Rivera gewann 2004 die Castingshow La Academia und erhielt einen Plattenvertrag bei Sony. Er wurde dann überwiegend als Musicaldarsteller tätig. 2007 erschien sein Selbstbetiteltes Debütalbum. 2008 spielte er in Die Schöne und das Biest und 2009 in Mamma Mia! in Mexiko. 2010 erschien sein zweites Album. Ab 2011 spielte er Simba im Musical Der König der Löwen in Spanien, 2015 und 2016 spielte er diese Rolle auch in Mexiko.
2016 wirkte er als Schauspieler in der mexikanischen Seifenoper El hotel de los secretos mit. Sein sechstes Studioalbum Guerra ging 2018 auf Platz 1 in Spanien.

## Diskografie

### Studioalben
| Jahr | Titel                | Höchstplatzierung, Gesamtwochen, AuszeichnungChartplatzierungen (Jahr, Titel, Platzierungen, Wochen, Auszeichnungen, Anmerkungen) | Höchstplatzierung, Gesamtwochen, AuszeichnungChartplatzierungen (Jahr, Titel, Platzierungen, Wochen, Auszeichnungen, Anmerkungen) | Höchstplatzierung, Gesamtwochen, AuszeichnungChartplatzierungen (Jahr, Titel, Platzierungen, Wochen, Auszeichnungen, Anmerkungen) | Anmerkungen                             |
| Jahr | Titel                | MX | Latin | ES | Anmerkungen                             |
| ---- | -------------------- | --- | --- | --- | --------------------------------------- |
| 2007 | Carlos Rivera        | MX12 Gold · (13 Wo.)MX | — | — | Erstveröffentlichung: 27. Februar 2007  |
| 2010 | Mexicano             | MX10 Gold · (19 Wo.)MX | — | — | Erstveröffentlichung: 7. September 2010 |
| 2013 | El hubiera no existe | MX4 ×2Doppelplatin · (30 Wo.)MX                                                                                                   | — | ES16 (46 Wo.)ES | Erstveröffentlichung: 4. Juni 2013      |
| 2016 | Yo Creo              | MX1 ×9Neunfachgold · (118 Wo.)MX                                                                                                  | — | ES6 (66 Wo.)ES | Erstveröffentlichung: 5. Februar 2016   |
| 2018 | Guerra               | MX1 ×9Neunfachgold · (89 Wo.)MX                                                                                                   | Latin— GoldLatin | ES1 (59 Wo.)ES | Erstveröffentlichung: 7. September 2018 |
| 2021 | Leyendas vol. 1      | — | — | ES10 (10 Wo.)ES | Erstveröffentlichung: 28. Mai 2021      |
| 2023 | Sincerándome         | — | — | ES6 (4 Wo.)ES | Erstveröffentlichung: 17. Februar 2023  |

### EPs
- 2020: Si Fuera Mia

### Livealben
| Jahr | Titel                                | Höchstplatzierung, Gesamtwochen, AuszeichnungChartplatzierungen (Jahr, Titel, Platzierungen, Wochen, Auszeichnungen, Anmerkungen) | Höchstplatzierung, Gesamtwochen, AuszeichnungChartplatzierungen (Jahr, Titel, Platzierungen, Wochen, Auszeichnungen, Anmerkungen) | Höchstplatzierung, Gesamtwochen, AuszeichnungChartplatzierungen (Jahr, Titel, Platzierungen, Wochen, Auszeichnungen, Anmerkungen) | Anmerkungen                             |
| Jahr | Titel                                | MX | Latin | ES | Anmerkungen                             |
| ---- | ------------------------------------ | --- | --- | --- | --------------------------------------- |
| 2011 | Mexicano – En concierto              | MX95 (1 Wo.)MX | — | — | Erstveröffentlichung: 12. Dezember 2011 |
| 2014 | Con ustedes... Car10s Rivera en vivo | MX— GoldMX | — | ES8 (10 Wo.)ES | Erstveröffentlichung: 24. November 2014 |
| 2018 | Yo vivo                              | MX2 (30 Wo.)MX | — | ES22 (3 Wo.)ES | Erstveröffentlichung: 6. April 2018     |

### Singles
| Jahr | Titel Album                      | Höchstplatzierung, Gesamtwochen, AuszeichnungChartplatzierungen (Jahr, Titel, Album, Platzierungen, Wochen, Auszeichnungen, Anmerkungen) | Höchstplatzierung, Gesamtwochen, AuszeichnungChartplatzierungen (Jahr, Titel, Album, Platzierungen, Wochen, Auszeichnungen, Anmerkungen) | Höchstplatzierung, Gesamtwochen, AuszeichnungChartplatzierungen (Jahr, Titel, Album, Platzierungen, Wochen, Auszeichnungen, Anmerkungen) | Anmerkungen                                         |
| Jahr | Titel Album                      | MX | Latin | ES | Anmerkungen                                         |
| ---- | -------------------------------- | --- | --- | --- | --------------------------------------------------- |
| 2013 | Fascinación El Hubiera No Existe | — | — | ES43 (1 Wo.)ES | Erstveröffentlichung: 25. Februar 2013              |
| 2013 | Sólo tú El Hubiera No Existe     | — | — | ES38 Gold · (5 Wo.)ES | Erstveröffentlichung: 2. September 2013             |
| 2020 | 100 años Crónicas de una Guerra  | MX— ×5FünffachgoldMX | Latin38 (3 Wo.)Latin | ES— GoldES | Erstveröffentlichung: 3. November 2020 feat. Maluma |

grau schraffiert: keine Chartdaten aus diesem Jahr verfügbar
Weitere Singles
- 2006: Y si tú supieras
- 2007: En el amor no se manda (mit Yuridia)
- 2007: Te me vas
- 2010: La malagueña
- 2011: Amar y vivir
- 2014: Cielo azul (mit Kaay)
- 2015: ¿Cómo pagarte? (MX: ×7Diamant + Siebenfachgold , ES: Gold)
- 2015: Quedarme aquí (MX: Gold)
- 2016: Otras vidas (MX: ×9Neunfachgold )
- 2016: Que lo nuestro se quede nuestro (MX: ×2Doppeldiamant + Platin , ES: Gold)
- 2017: Lo digo (feat. Gente de Zona, MX: ×2Doppelplatin )
- 2017: Recuérdame (Song aus dem Film Coco, MX: Platin)
- 2018: Me muero (MX: ×3Diamant + Dreifachgold , ES: Gold, US: ×2Doppelplatin (Latin) )
- 2018: Grito de guerra (MX: Gold)
- 2018: Regrésame mi corazón (MX: ×7Siebenfachgold )
- 2018: Amo mi locura (MX: Gold)
- 2019: Sería más fácil (MX: ×3Dreifachplatin )
- 2019: Te Esperaba (MX: ×2Diamant + Doppelplatin , ES: Gold)
- 2020: Perdiendo la cabeza (mit Becky G und Pedro Capó, MX: ×4Vierfachplatin , ES: Gold, US: Platin (Latin))
- 2020: Ya Pasará
- 2020: Vuelves (MX: Gold)
- 2020: Por Tu Amor (MX: Gold)
- 2020: Color Esperanza 2020 (Various Artists, Benefizsingle, MX: ×9Neunfachgold , ES: Platin)
- 2021: Un Velero Llamado Libertad (mit José Luis Perales, MX: Gold, ES: Gold)
- 2021: Cuántas Veces (mit Reik, MX: Gold)
- 2022: Eres tú

### Gastbeiträge
- 2016: Todavía No Te Olvido (Río Roma feat. Carlos Rivera, MX: Diamant)
- 2018: Ya no vives en mí (Yuri feat. Carlos Rivera, MX: ×3Dreifachplatin )
- 2018: Más que amigos (Matisse feat. Carlos Rivera, MX: Diamant + Gold)
- 2019: El Destino (mit Natalia Jiménez, MX: ×3Dreifachgold )
- 2021: Para Aute: Pasaba por Aquí (Joaquín Sabina feat. Rozalén, Marwan, Pedro Guerra, Carlos Rivera, Xoel López, Ismael Serrano, Jorge Drexler, Dani Martín, Estopa, Vanesa Martín, Silvio Rodríguez & Abel Pintos, ES: Gold)

## Auszeichnungen für Musikverkäufe
| Goldene Schallplatte - Mexiko - 2024: für das Lied Sincerándome - 2024: für das Lied Alguien Me Espera en Madrid - Spanien - 2024: für das Lied El Único Habitante de tu Piel |

Anmerkung: Auszeichnungen in Ländern aus den Charttabellen bzw. Chartboxen sind in ebendiesen zu finden.
| Land/RegionAuszeichnungen für Musikverkäufe (Land/Region, Auszeichnungen, Verkäufe, Quellen) | Gold       | Platin       | Diamant     | Verkäufe  | Quellen             |
| -------------------------------------------------------------------------------------------- | ---------- | ------------ | ----------- | --------- | ------------------- |
| Mexiko (AMPROFON)                                                                            | 22× Gold22 | 44× Platin44 | 7× Diamant7 | 5.490.000 | amprofon.com.mx     |
| Spanien (Promusicae)                                                                         | 10× Gold10 | Platin1      | —           | 360.000   | elportaldemusica.es |
| Vereinigte Staaten (RIAA)                                                                    | Gold1      | 3× Platin3   | —           | 210.000   | riaa.com            |
| Insgesamt                                                                                    | 33× Gold33 | 48× Platin48 | 7× Diamant7 |           |                     |

## Touren
- El Hubiera No Existe Tour (2014–2015)
- Yo Creo Tour (2016–2018)
- Guerra Tour (2018–2020)

## Theater
- Bésame mucho, Mexiko, 2006
- Orgasmos, la comedia, Mexico, 2008
- La bella y la bestia (Die Schöne und das Biest), Mexiko, 2008
- Mamma Mia! Mexiko, 2009
- El rey león (Der König der Löwen), Spanien, 2011; Mexiko, 2015

## Fernsehen (Auswahl)
- La Academia (Castingshow, 2004)
- The Voice Kids (Berater von Malú, spanisches Reality-TV, 2014)
- El hotel de los secretos (Schauspieler, Telenovela aus Mexiko, 2016)
- First Dates Gast (Cuatro, 2016).
- Golpe al corazón (Sondervorstellung, Telenovela aus Argentinien, 2018).
- Wer ist die Maske? (Juror, Mexiko Reality TV, 2019).
- The Voice... Mexico (Coach, 2018).
- The Voice ... Spain (Berater von Laura Pausini, Spanien Reality TV, 2020).
- ¿Quién es la máscara? 2 (Juror, Mexiko Reality TV, 2020).